# Cão de assistência
Um cão de assistência ou cão de serviço é um cão educado individualmente a fim de realizar tarefas que aumentem a autonomia e a funcionalidade de pessoas com deficiência. Existem vários tipos de cão de assistência:
- Cão-guia: de ajuda a pessoas com deficiência visual;
- Cão para surdos: indica as fontes sonoras, para pessoas surdas;
- Cão de assistência a convulsões: avisa pessoas, por exemplo com epilepsia, da eminência de um ataque;
- Cão de serviço: ajuda pessoas com deficiência orgânica ou motora e presta auxílio psiquiátrico a pessoas com doenças tais como síndrome do pânico, stress pós-traumático, esquizofrenia e autismo.

Em Portugal, estes cães estão destinados a entrar em todos os locais, inclusive em centros comerciais, conforme Decreto Lei 74/2007.
Os cães de assistência emocional, apesar de prestarem apoio a distúrbios mentais, ainda não são considerados como cães de assistência e não beneficiam de proteção legal.